# Froidos
Froidos település Franciaországban, Meuse megyében. Lakosainak száma 91 fő (2022. január 1.). Froidos Beaulieu-en-Argonne, Julvécourt, Lavoye, Rarécourt és Ville-sur-Cousances községekkel határos.

## Népesség
A település népességének változása:
| Lakosok száma | 111  | 91   | 81   | 91   | 104  | 107  | 98   | 91   | 88   | 91   |
|               | 1968 | 1982 | 1990 | 2006 | 2013 | 2015 | 2017 | 2019 | 2020 | 2022 |